# 三宅二郎
三宅 二郎（みやけ じろう、1900年または1901年 - 1984年11月30日）は、日本のサッカー選手。

## 経歴
関西大学に在学中の1921年に数名の有志の学生らと共にサッカー部を創設した。在学中の1925年5月に開催された第7回極東選手権競技大会の日本代表に選出され、5月17日のフィリピン代表戦および5月20日の中華民国代表戦にFW（CF）として出場した。1925年9月に関西大学サッカー部の上海遠征のメンバーに選ばれ、現地での試合にも出場した（なお、学生チームの海外遠征はこれが初めてであった）。
1926年3月に関西大学商学部を卒業して朝日新聞社に入社し、同社の徳島支局長を務めた。また、1951年1月に関西大学校友会の徳島支部長に就任して1962年まで務めた他、徳島陸上競技協会会長や徳島県体育協会副会長および同参与を歴任した。
1984年11月30日、肺炎により死去した。享年83歳。

## 代表歴

### 出場大会
- 1925年：第7回極東選手権競技大会

### 試合数
- 国際Aマッチ 2試合 0得点

| 日本代表 | 国際Aマッチ | 国際Aマッチ | その他 | その他 | 期間通算 | 期間通算 |
| 年       | 出場        | 得点        | 出場   | 得点   | 出場     | 得点     |
| -------- | ----------- | ----------- | ------ | ------ | -------- | -------- |
| 1925     | 2           | 0           | 0      | 0      | 2        | 0        |
| 通算     | 2           | 0           | 0      | 0      | 2        | 0        |

### 出場
| No. | 開催日         | 開催都市 | スタジアム | 対戦相手   | 結果 | 監督     | 大会       |
| --- | -------------- | -------- | ---------- | ---------- | ---- | -------- | ---------- |
| 1.  | 1925年05月17日 | マニラ   |            | フィリピン | ●0-4 | 山田午郎 | 極東選手権 |
| 2.  | 1925年05月20日 | マニラ   |            | 中華民国   | ●0-2 | 山田午郎 | 極東選手権 |